# 桐原牧神社
桐原牧神社（きりはらまきじんじゃ）は、長野県長野市桐原一丁目にある神社（郷社）。この地は平安時代に「桐原牧」があったとされる地であり、神社には藁駒奉納の行事が伝わっている。

## 概要

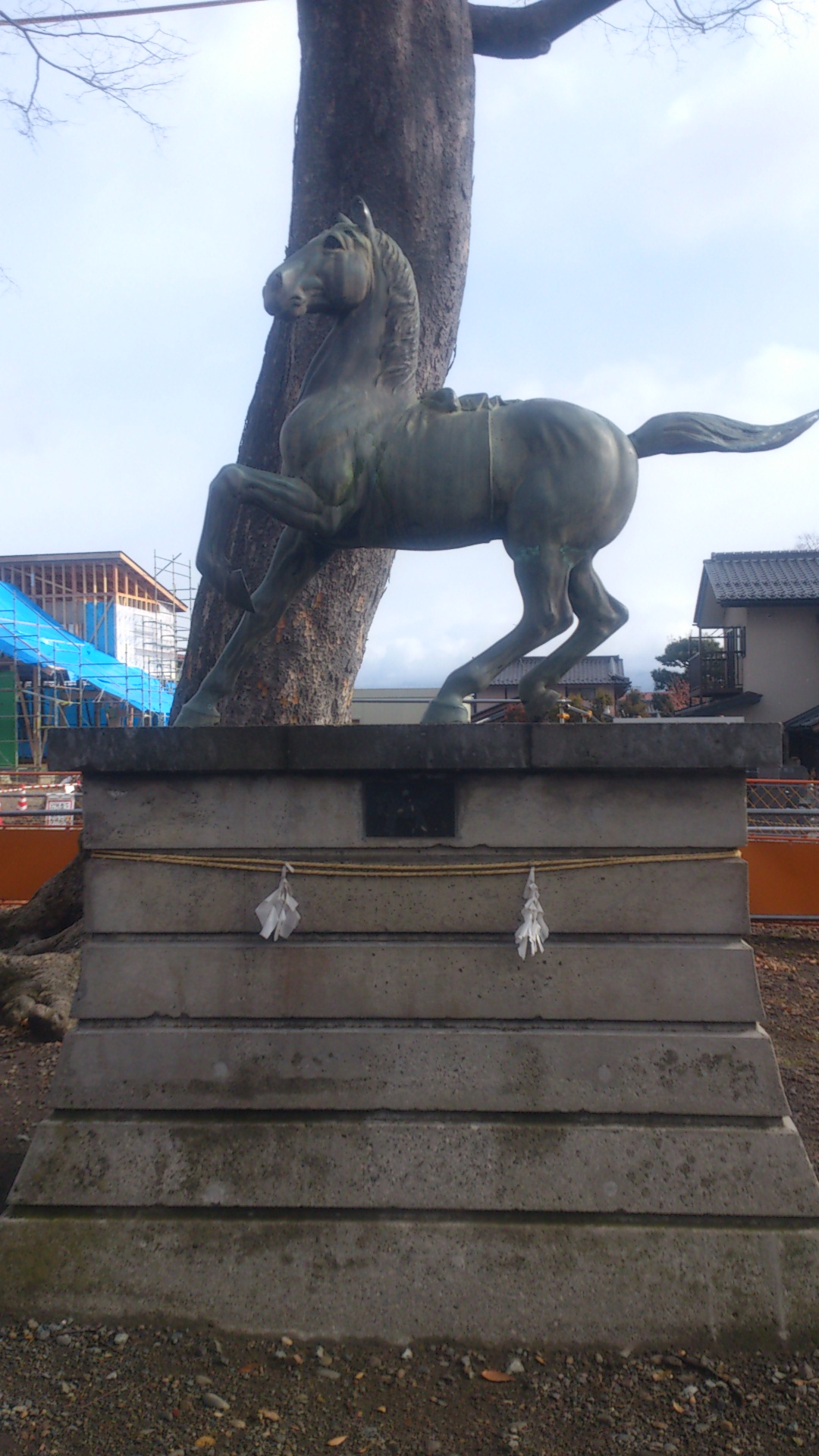
境内の神馬像

桐原地区は朝廷に馬を献上する「桐原牧」があったとされ、神社にも神馬の像があり、拝殿には「敬神愛国」ならぬ「敬神愛馬」という行灯が掲げられていたこともある。
神社の創建は1000〜1500年前というが、「牧神社」の名は、江戸時代に神職・吉田家より賜ったものだという。

### 桐原牧神社の藁馬づくり
春季例大祭の際に藁馬（藁駒）を奉納し、参拝者に配布する行事が伝わっており、「桐原牧神社の藁馬づくり」として長野市の選定保存技術に選定されている。
もともと豊作祈願の奉納物として始まったもので、古くは各家が藁で馬をつくり、供物を背負わせて奉納していたという。現在では桐原牧保存会で牝馬を300体ほど製作し、神社に奉納してお祓いを受けた上で参拝者に抽選で配布している。
2025年（令和7年）の春季例大祭の場合、高さ約2m・全長約2m50cmの藁駒を氏子35人で地区内を曳き回したのち、300体制作した高さ20cm・長さ30cmの藁駒のうち70体を、神社に集まった参拝客約450人に抽選で配布した。

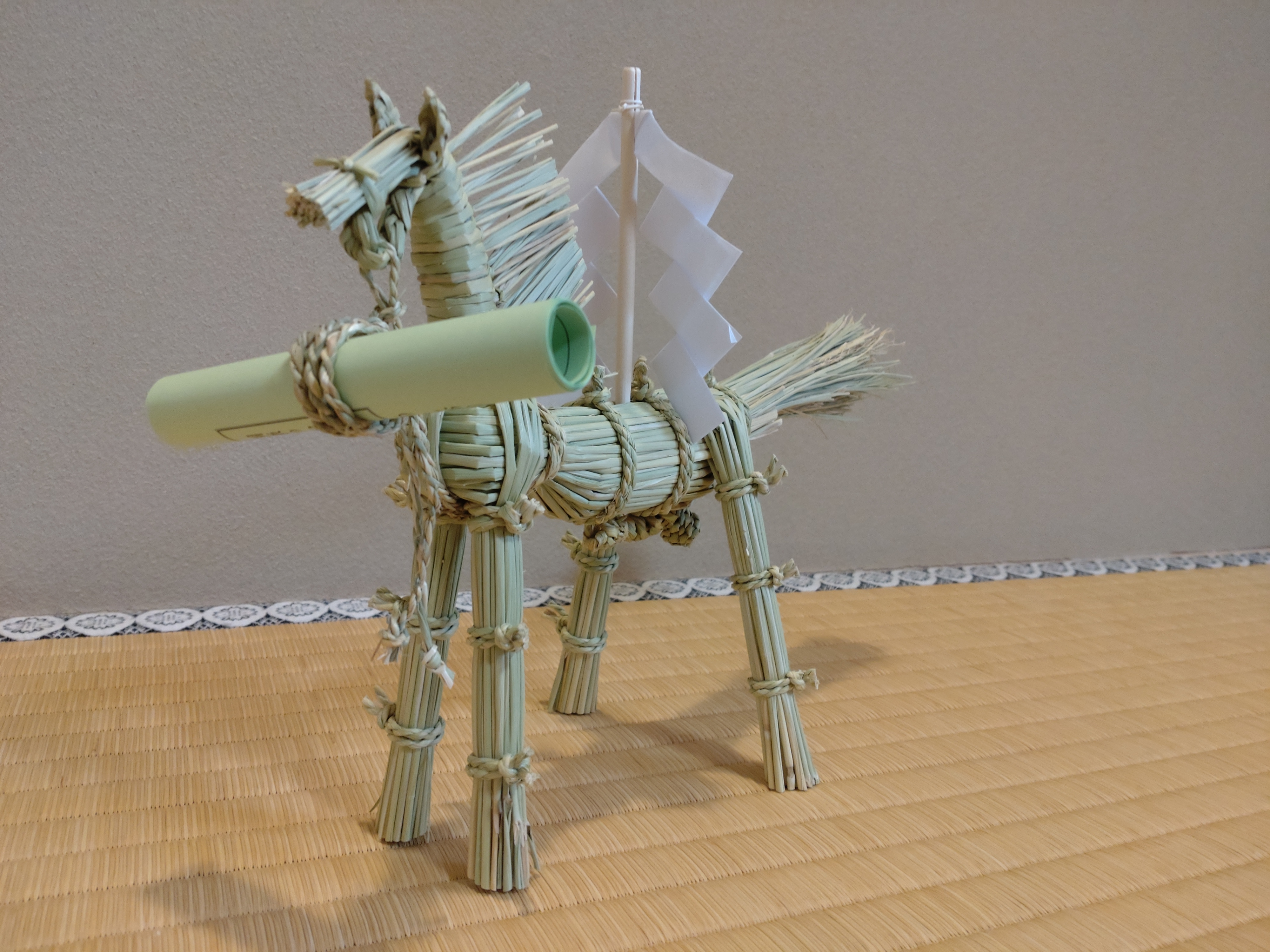
参拝者に授与される藁駒
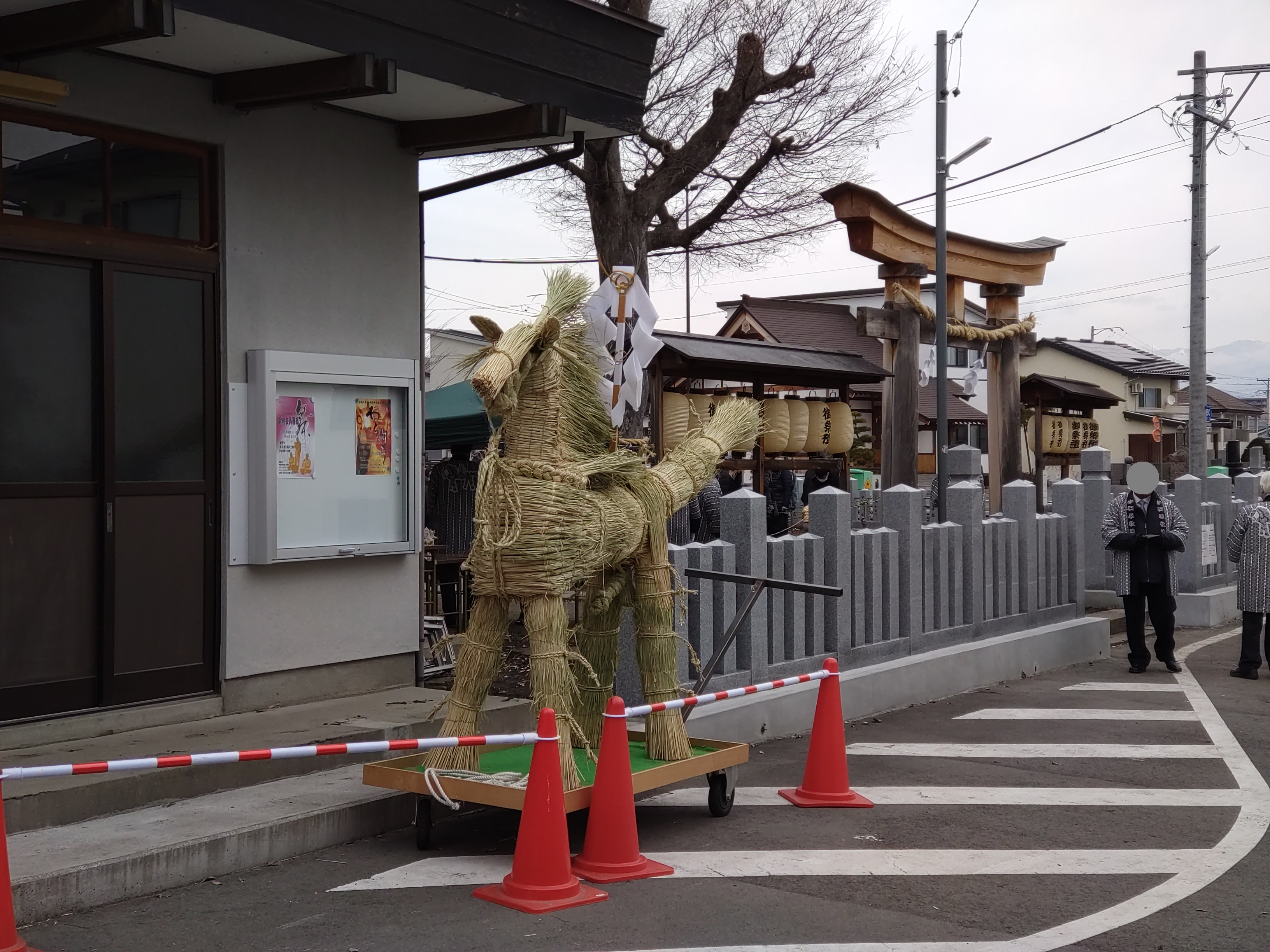
地区内を曳き回される大きな藁駒（令和7年春季例大祭）
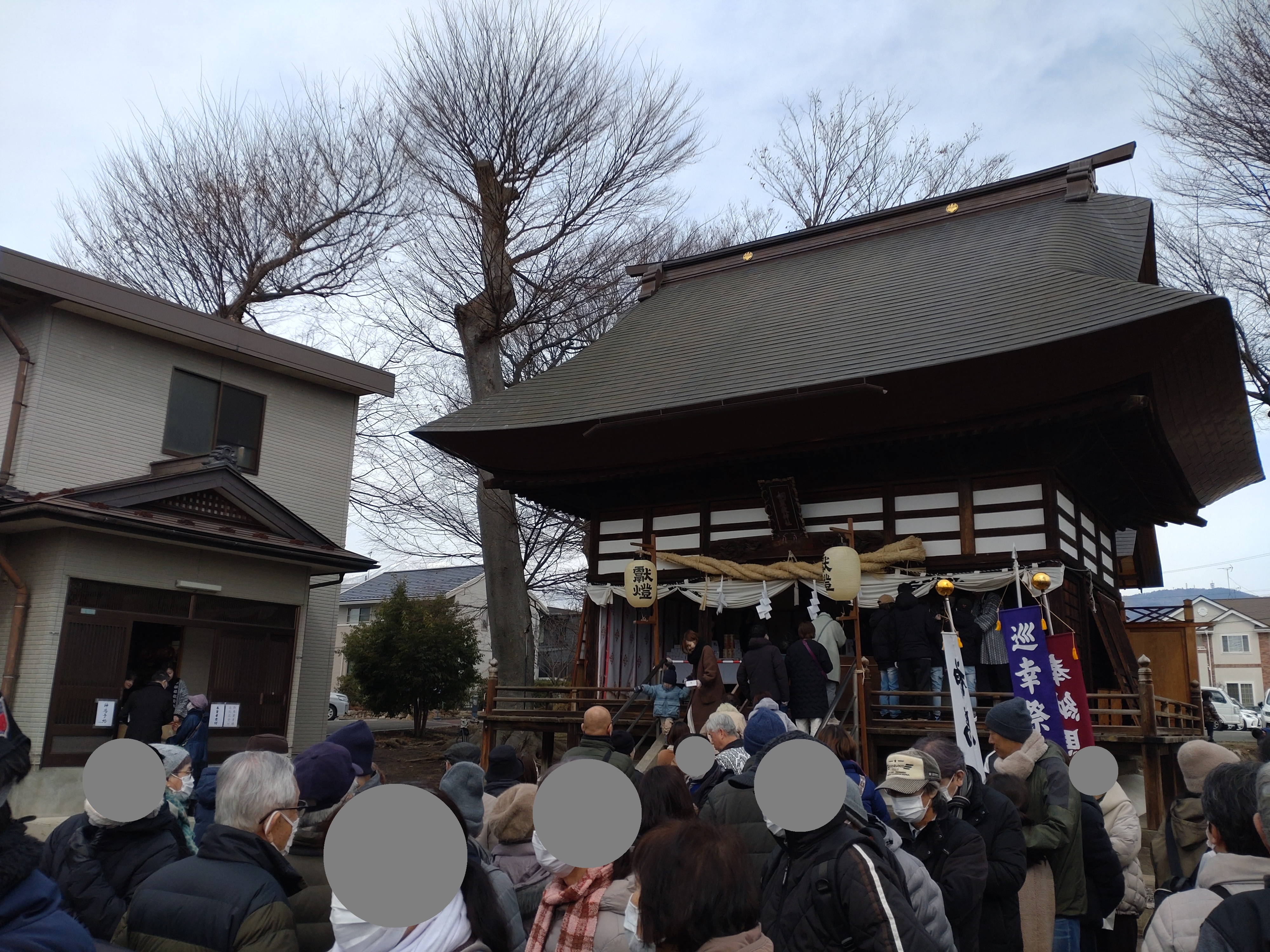
藁駒の配布に集まる参拝客（令和7年春季例大祭）

1961年（昭和36年）には皇太子明仁親王（現: 上皇）に、1964年（昭和39年）には昭和天皇に、2005年（平成17年）には皇太子徳仁親王（現: 今上天皇）に献上されている。

## 歴史
- 1961年（昭和36年） - 長野産業文化博覧会に藁馬を出品。皇太子明仁親王（現: 上皇）に献上
- 1964年（昭和39年） - 昭和天皇行幸。藁馬づくりを実演の上献上
- 2002年（平成14年）2月13日 - 藁馬づくりが長野市選定保存技術に選定
- 2005年（平成17年） - 皇太子徳仁親王（現: 今上天皇）に藁馬を献上

## 交通
- 長野電鉄桐原駅下車徒歩5分